# Tiroteo en el colegio estatal Profesora Helena Kolody
El tiroteo en el Colégio Estadual Professora Helena Kolody se refiere a un ataque a tiros en el Colégio Estadual Professora Helena Kolody, Cambé, Paraná, Brasil, en la mañana del 19 de junio de 2023. El tirador, Marcos Vinícius da Silva Damas, de 21 años y exalumno de la institución, mató a los adolescentes Karoline Verri Alves y Luan Augusto,ambos de 16 años, y aparentemente se suicidó dos días después en prisión.  

## Ataque
Alrededor de las 9 de la mañana, el exalumno Marcos Vinícius da Silva Damas llegó a la institución e informó en la recepción que quería obtener una copia de su historial académico. Sin embargo, al ingresar al local sacó  un revólver calibre 38 y comenzó a disparar contra los estudiantes, aparentemente al azar. Se produjo una estampida con algunos estudiantes «incluso saltando el muro y provocando conmoción en los alrededores de la institución educativa», reveló Tribuna do Paraná .  
Un hombre de 62 años, el fisioterapeuta Joel de Oliveira, que trabajaba cerca de la escuela, escuchó los disparos y acudió al lugar, donde logró desarmar al tirador haciéndose pasar por un policía y contenerlo. En ese momento, el hombre encontró al tirador y le gritó al sospechoso que era policía. Asustado, el exalumno se rindió y se tumbó en el suelo. El fisioterapeuta lo inmovilizó hasta que llegó la Policía Militar, informó el portal Itatiaia.
La policía encontró en posesión del tirador un cargador de arma de fuego, un revólver y varias balas, así como un cuaderno con notas sobre ataques a escuelas, incluido el ataque en Suzano, São Paulo.

### Víctimas
- Karoline Verri Alves, 16 años: murió en el lugar del ataque
- Luan Augusto, 16 años, novio de Karoline: fue internado en estado muy grave, con un disparo en la cabeza, en el Hospital Estadual de Londrina, pero no resistió y murió en la madrugada del 20 de junio[9][10][1]
- Marcos Vinícius da Silva Damas : el tirador murió en prisión dos días después del crimen; Se suicidó ahorcándose, padecía esquizofrenia y estaba en tratamiento psiquiátrico.[2][3]

## Investigaciones y detenciones
Tras ser detenido, Marcos reveló que no conocía a las víctimas que fueron baleadas, que había sufrido acoso escolar en el colegio donde había estudiado en 2014, que pretendía matar a tantos estudiantes como fuera posible y que después se suicidaría. 
También fueron arrestados en relación con el ataque:
- Hombre de 21 años : se encuentra detenido desde el día del incidente; residente en Rolândia, Paraná [2]
- Hombre de 18 años : detenido el 21 de junio en Gravatá, Pernambuco [13]
- Hombre de 35 años : detenido el 23 de junio; residente de Rolândia [14]
- Hombre de 39 años : detenido el 26 de junio; residente de Rolândia [15]